# Henriette Voigt
Henriette Voigt (Leipzig, 24 de novembre de 1808 - 15 d'octubre de 1839) fou una pianista alemanya, figura de gran relleu en la vida artística de Leipzig duran el primer terç del segle xix. A casa del matrimoni Voigt se celebraven grans festes musicals en les que prenient part els artistes més eminents de l'època. Un assidu concurrent d'aquestes era Schumann, el qual en els seus escrits al·ludeix freqüentment el talent musical de la Voigt, encara que disfressant-la amb el pseudònim d'Eleonora, a la que anomenava la seva musa. Mendelssohn escriví per a l'àlbum de la senyora Voigt el primer apunt de la seva Cançó del gondoler.
Hauptmann i Loewe també consignaren en els seus escrits elogis entusiàstics d'aquesta distingida protectora d'artistes, morta en la flor de la seva vida d'una malaltia de pit. El seu marit, Charles Voigt, opulent comerciant de Leipzig, deixà en la seva mort una assignació de 75.000 marcs a la Societat de Concerts de la Gewandhaus, perquè anualment es donés una audició de la simfonia nº. 9 de Beethoven.